# Warnécourt
Warnécourt ist eine französische Gemeinde mit 384 Einwohnern (Stand: 1. Januar 2022) im Département Ardennes in der Region Grand Est (bis 2015 Champagne-Ardenne). Sie gehört zum Arrondissement Charleville-Mézières und zum Gemeindeverband Crêtes Préardennaises.

## Geografie
Die Gemeinde Warnécourt liegt an den südlichen Ausläufern der Ardennen, fünf Kilometer südwestlich der Départements-Hauptstadt Charleville-Mézières. Das teils bewaldete hügelige Gelände mit dem höchsten Punkt auf 269 m über dem Meer fällt nach Norden zum breiten Tal der Maas ab. Zur Gemeinde zählen die Ortsteile Le Moulin und Le Champ-Donnet. Umgeben wird Warnécourt von den Nachbargemeinden Warcq im Norden, Prix-lès-Mézières im Nordosten, Évigny im Osten, Mondigny im Süden sowie Fagnon im Westen.

## Bevölkerungsentwicklung
| Jahr      | 1962 | 1968 | 1975 | 1982 | 1990 | 1999 | 2006 | 2018 |
| Einwohner | 139  | 136  | 168  | 324  | 373  | 387  | 372  | 379  |

Im Jahr 1999 wurde mit 387 Bewohnern die bisher höchste Einwohnerzahl ermittelt. Die Zahlen basieren auf den Daten von cassini.ehess und INSEE.

## Sehenswürdigkeiten
- Kirche Saint-Martin, errichtet an der Stelle einer Vorgängerkapelle aus dem 16. Jahrhundert
- Schloss Warnécourt aus dem 16. Jahrhundert
- Lavoir

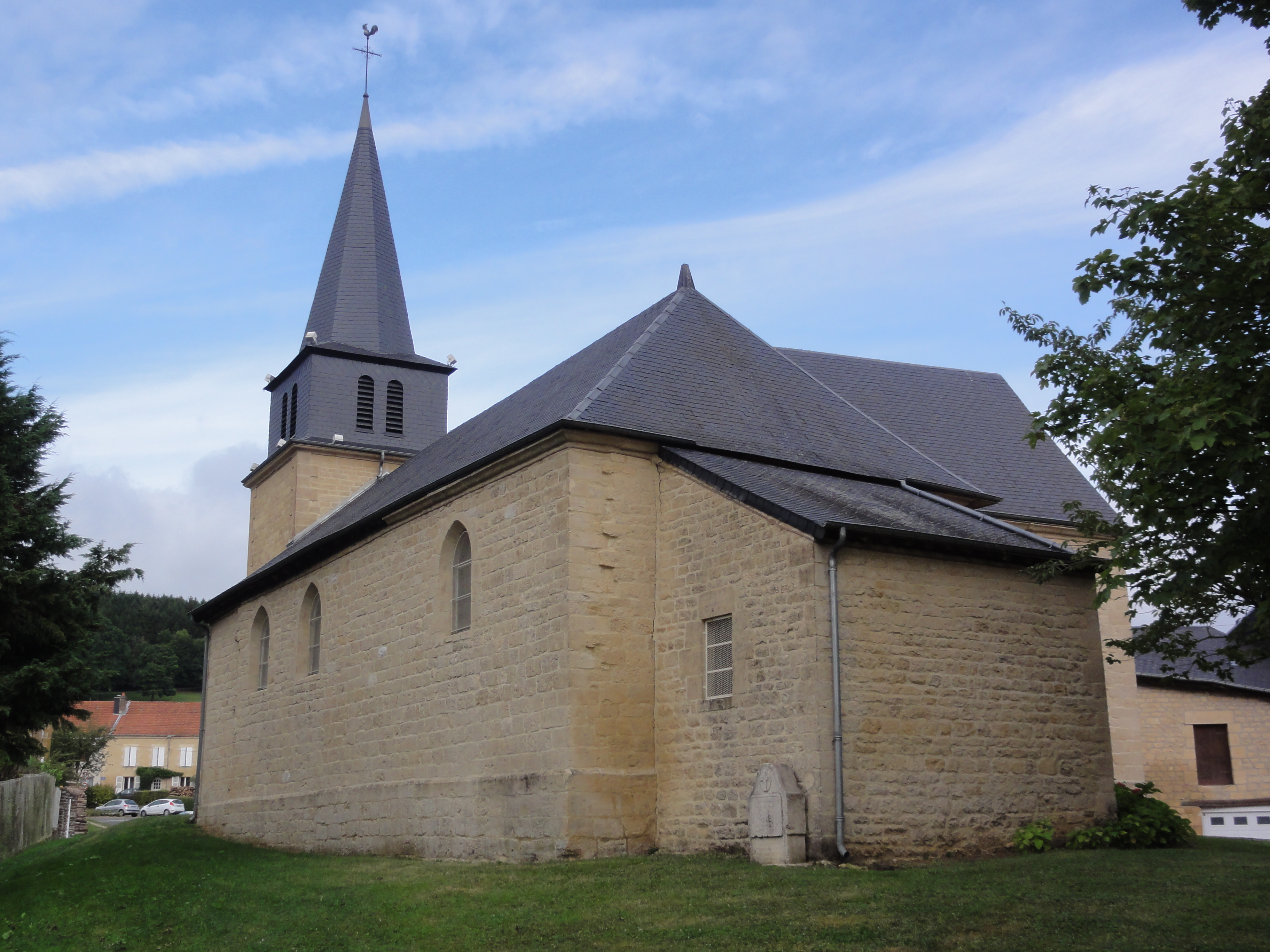
Kirche Saint-Martin
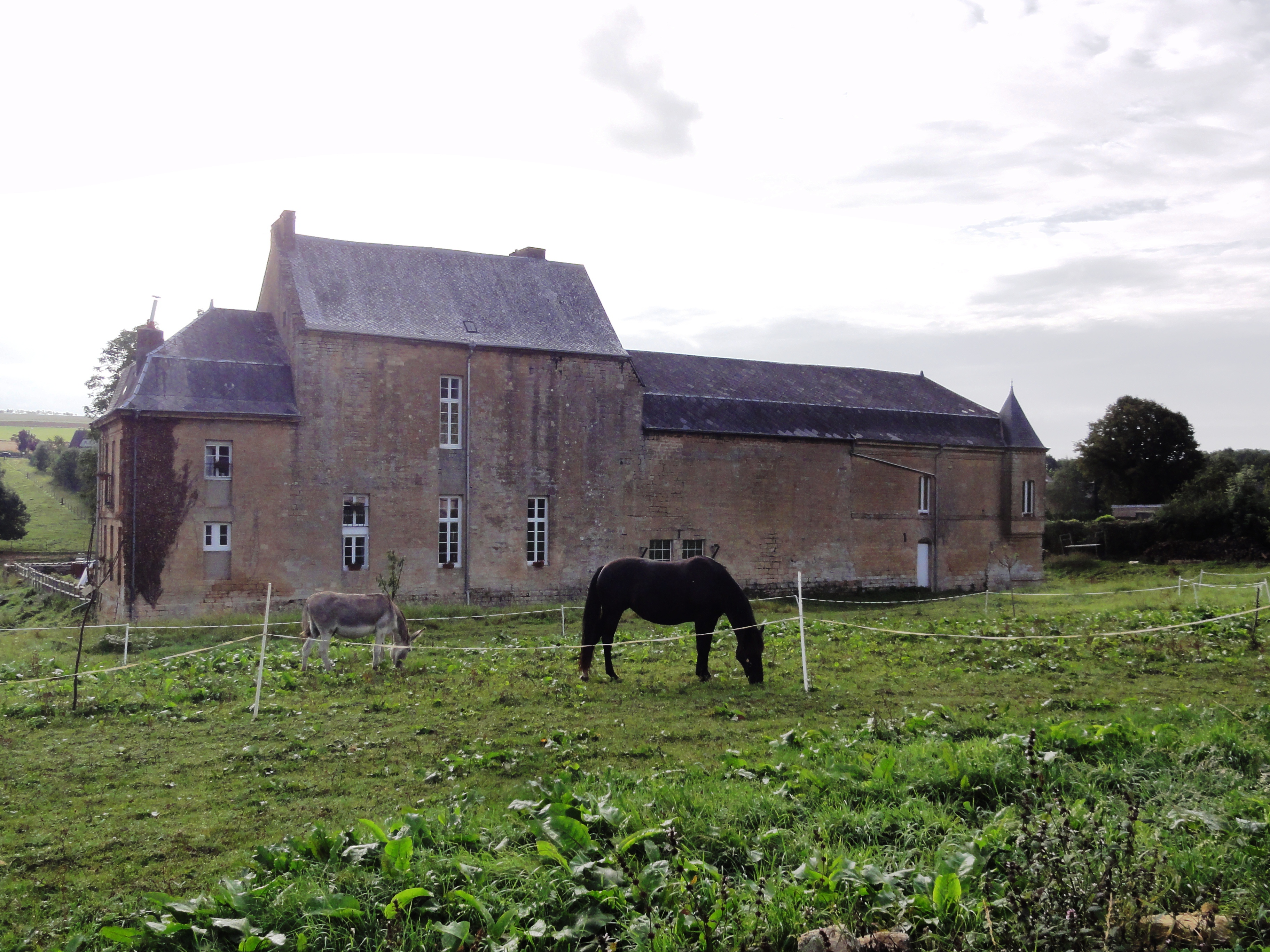
Schloss Warnécourt
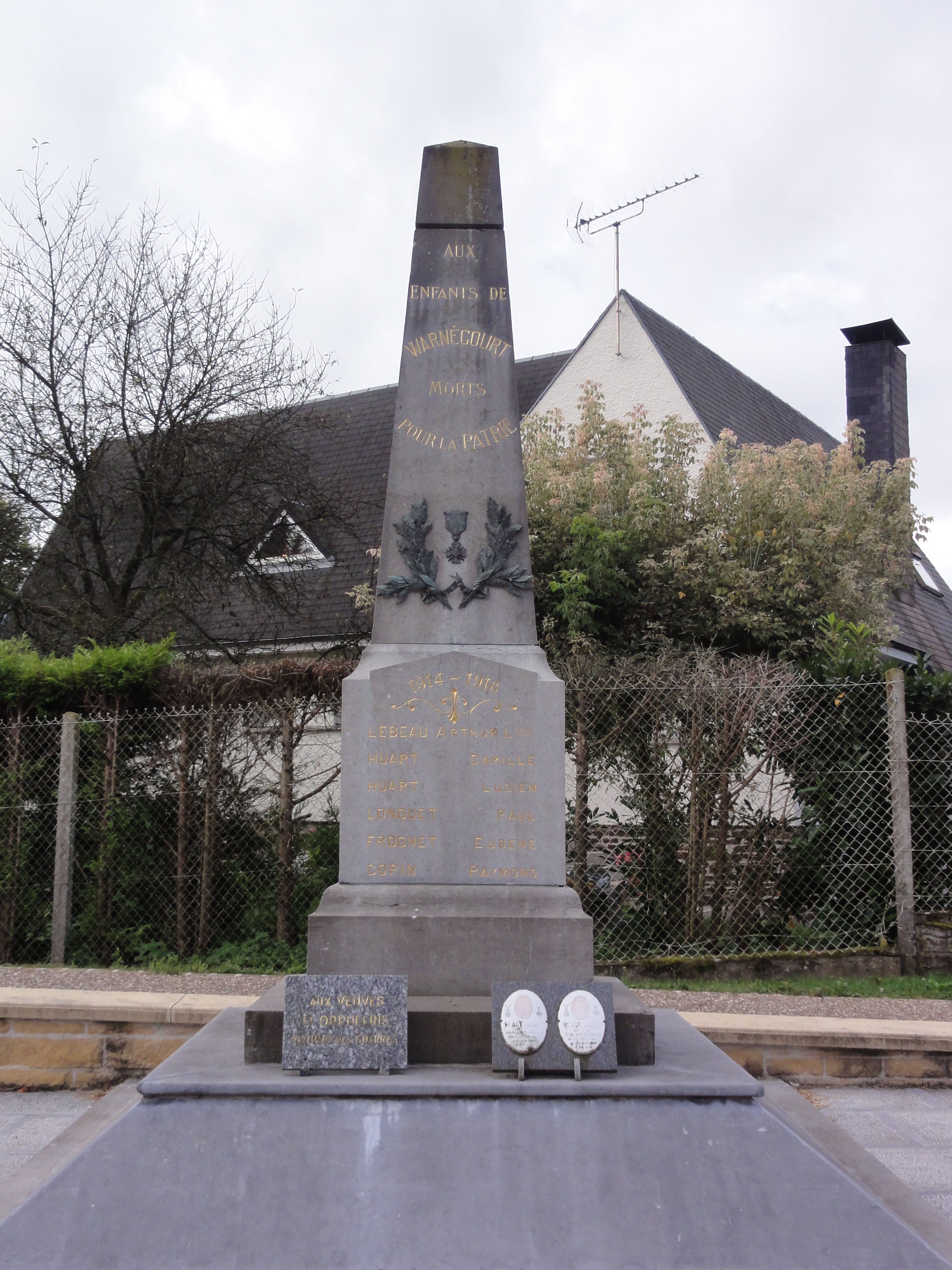
Gefallenendenkmal

## Wirtschaft und infrastruktur
Die Landwirtschaft spielt nur noch eine untergeordnete Rolle in Warnécourt. Seit Ende des 20. Jahrhunderts ist die Gemeinde ein bevorzugter Wohnort für Familien aus der nahen Stadt Charleville-Mézières geworden. Viele Bewohner sind dadurch Pendler. Durch die Gemeinde führt die Fernstraße D3 von Charleville-Mézières nach Launois-sur-Vence. An der nördlichen Gemeindegrenze verläuft autobahnartig ausgebaute RN 51, die von Reims über Rocroi an der belgischen Grenze im Endausbau ins belgische Charleroi führen soll.

## Belege
1. ↑  Warnécourt auf cassini.ehess
2. ↑  Warnécourt auf INSEE